# 佐藤はな
佐藤 はな（さとう はな、1986年4月26日 - ）は、日本の女性声優。東京都出身。アクロス エンタテインメント所属。

## 出演
太字はメインキャラクター。

### テレビアニメ
2013年
- デュエル・マスターズ（2013年 - 2021年、老婆、鎌瀬正義、ロココ、エビドリア、K・マノーミ、ミタラス4兄弟・次男 他） - 5シリーズ

2014年
- とある飛空士への恋歌（シズカ・ハゾメ）
- スペース☆ダンディ（女子アナウンサー）
- 魔法少女大戦（祖母、おばちゃん）
- 幕末Rock（町娘）

2015年
- パンパカパンツ おNEW!（2015年 - 2017年、おばあちゃん、コカバ、パンツ屋の客、タマゴロー、黄だるま 他） - 3シリーズ
- GON -ゴン-（ウラ）
- ジュエルペット マジカルチェンジ（女店員）

2016年
- B-PROJECT〜鼓動*アンビシャス〜（マネージャー）
- ぴったんこ!ねこざかな（2016年 - 2020年、ねこくん） - 2シリーズ
- 12歳。〜ちっちゃなムネのトキメキ〜（エイコーの母、桧山のおばあちゃん）
- おじゃる丸（2016年 - 2017年、主婦、編集者、亡き者、桜、男の子 他）

2017年
- チェインクロニクル 〜ヘクセイタスの閃〜（老婆、女性の声）
- 100%パスカル先生（パスカル先生）
- 王室教師ハイネ（女子店員）
- 地獄少女 宵伽（栄作）
- ブラッククローバー（2017年 - 2020年、ナッシュ、ルカ）
- 魔法使いの嫁（2017年 - 2023年、エアリエル、ドラゴンの雛、仮面の怪、羽鳥史輝、ベアトリス 他） - 3シリーズ
- 鬼灯の冷徹（2017年 - 2018年、子烏頭、一本ダタラ、コギット、女獄卒、鳴女、瘟鬼母 他） - 2シリーズ
- アイドルマスター SideM（母親）
- キラキラ☆プリキュアアラモード（みかん山の長）
- キノの旅 -the Beautiful World- the Animated Series（母親役の女性）

2018年
- ポチっと発明 ピカちんキット（2018年 - 2020年、ガッくん妹、クラスメイトA、女性、男子、静岡県の茶摘女 他）
- 妖怪ウォッチ シャドウサイド（2018年 - 2019年、リョウ、駄菓子屋のおばあちゃん、コージ、トウマ〈幼少〉、トグ、ハナぽんちょ / 花ちゃん / お花さん 他）
- ヒナまつり
- 少女☆歌劇 レヴュースタァライト（アナウンサー）
- ゴールデンカムイ（2018年 - 2023年、母親、子供たち） - 2シリーズ

2019年
- ブギーポップは笑わない（女生徒、店員、安能慎二郎の母、飛鳥井仁〈少年〉、葉月紀子 他）
- 鬼滅の刃（2019年 - 2021年） - 2シリーズ
- 爆丸バトルプラネット（ウィントン母）
- 川柳少女（おばあさん）
- ヴィンランド・サガ（2019年 - 2023年、ファクシ、モードの母、村の少女、アンの兄弟、給仕 他） - 2シリーズ
- けだまのゴンじろー（店員(2)）
- からかい上手の高木さん2（ミナ母）
- 妖怪ウォッチ!（2019年 - 2023年、USAピョン〈2代目〉、ニャッシー） - 2シリーズ
- ぼくたちは勉強ができない!（おばあさんB）
- ライフル・イズ・ビューティフル（店員）

2020年
- ダーウィンズゲーム（通行人B、電話の応答音声）
- はなかっぱ（2020年 - 2021年、西園寺拓海、きくかっぱ）
- 乙女ゲームの破滅フラグしかない悪役令嬢に転生してしまった…（前世の祖母）
- トミカ絆合体 アースグランナー（2020年 - 2021年、飼育員B、井上タクミ、観客A、ジェニファー、アウトバーン 他）
- 新サクラ大戦 the Animation（少年、直哉）
- LISTENERS リスナーズ（子供C、カウンシル部隊、モア、ミミナシの少年）
- ハクション大魔王2020（三つ子の母）
- おばけずかん（2020年 - 2022年、バケホ、れいねんれいくみきょうしつブランコ、れいぞうばばあ、バナナバケ、おばけどんぐり 他） - 2シリーズ
- THE GOD OF HIGH SCHOOL ゴッド・オブ・ハイスクール（幼いモリ、女子高生、ファストフード店員、観客、子供 他）
- GREAT PRETENDER（妻、子供、カウィン）
- 憂国のモリアーティ（2020年 - 2021年、少年、老婆、令嬢B、マギー、エヴァン 他） - 2シリーズ
- ひぐらしのなく頃に業（2020年 - 2021年、おばあさん、村人） - 2シリーズ
- キングスレイド 意志を継ぐものたち（2020年 - 2021年、クレオの母、女1）

2021年
- のりものまん モービルランドのカークン（2021年 - 2022年、グルルン、ミニビー、キングサビビー）
- 2.43 清陰高校男子バレー部（教師）
- ホリミヤ（2021年 - 2023年、寺島玲子） - 2シリーズ
- EDENS ZERO（2021年 - 2023年、ミトラ、冒険者、アナウンサー、Bキューバー、NPC 他） - 2シリーズ
- ゾンビランドサガ リベンジ（女子高生A）
- カードファイト!! ヴァンガード overDress（担任）
- Sonny Boy（ポニー、生徒、瑞穂の祖母、とら）
- 死神坊ちゃんと黒メイド（迷子の母親、メイドA）
- マジカパーティ（サルメット）
- 迷宮ブラックカンパニー（水棲モンスター）
- 86-エイティシックス-（女性部下）
- 見える子ちゃん（荒井、店員、化け物）
- 境界戦機（2021年 - 2022年、オセアニア軍兵士） - 2シリーズ
- 王様ランキング（2021年 - 2023年、少年、ポーイズ、娘、妹、子供） - 2シリーズ
- プラチナエンド（2021年 - 2022年、女性リポーターB、女性リポーター、赤井リポーター）
- 無職転生 〜異世界行ったら本気だす〜（クリーネ）

2022年
- ハコヅメ〜交番女子の逆襲〜（母親）
- 薔薇王の葬列（女性貴族C）
- ニンジャラ（サリー、メメロン）
- SPY×FAMILY（2022年 - 2023年、イーデン校受験生、仕立屋店員、イーデン校生徒、エミール・エルマン、近所の住人、デイジー 他） - 3シリーズ
- 名探偵コナン ゼロの日常（店員、浩樹の母親）
- ヒーラー・ガール（森嶋久美子）
- 名探偵コナン 警察学校編 Wild Police Story（女子生徒）
- アオアシ（保護者、明神謙吾〈小学生〉）
- ドラえもん（テレビ朝日版第2期）（とりまき①）
- カッコウの許嫁（主婦A）
- 名探偵コナン 犯人の犯沢さん（女性、女性アナウンサー、浩樹の母）
- 恋愛フロップス（国語教師）
- 後宮の烏（老婆）
- ぷにるんず（2022年 - 2025年、ばけるん） - 2シリーズ
- 機動戦士ガンダム 水星の魔女（アナウンス）

2023年
- The Legend of Heroes 閃の軌跡 Northern War（イルカ）
- 氷属性男子とクールな同僚女子（猫）
- ゴー!ゴー!びーくるずー（レッツ、かばのおばあさん、たぬきの子、いぬのお母さん）
- 山田くんとLv999の恋をする（瑠奈の同級生）
- 僕の心のヤバイやつ（2023年 - 2024年、図書先生、足立の母） - 2シリーズ
- 【推しの子】（かなの母）
- 贄姫と獣の王（家臣B、ラントの母）
- 七つの魔剣が支配する（婦花B、女子生徒）
- はたらく魔王さま!!（アナウンサー、バス運転手）
- SYNDUALITY Noir（2023年 - 2024年） - 2シリーズ
- AIの遺電子（田口の娘）
- あやかしトライアングル（妖）
- 葬送のフリーレン（ネコ）
- ポーション頼みで生き延びます!（コーシャの母）
- オーバーテイク!（おばあちゃん）
- キャプテン翼シーズン2 ジュニアユース編（ミツルの母）
- SHY（従業員）

2024年
- 悪役令嬢レベル99 〜私は裏ボスですが魔王ではありません〜（魔術教師、おばあさん、女子、魔法教師、魔法教師A）
- ラグナクリムゾン（民間人たち）
- 七つの大罪 黙示録の四騎士（赤子パーシバル、幼児パーシバル） - 2シリーズ
- 佐々木とピーちゃん（少年）
- ダンジョン飯（先生）
- キングダム（佳穂）
- 月が導く異世界道中 第二幕（司教）
- 夜桜さんちの大作戦（ユカリ、先輩、ピアス女、リポーター、ちよ 他）
- ゴー!ゴー!キッチン戦隊クックルン（怪人、タープ）
- アイドルマスター シャイニーカラーズ（おばちゃん）
- となりの妖怪さん（大石わか、エリン）
- Lv2からチートだった元勇者候補のまったり異世界ライフ（ハルディ）
- この世界は不完全すぎる（村人）
- FAIRY TAIL 100年クエスト（新人の少年、中年女性、巫女）
- 多数欠（八木橋〈子供〉）
- ATRI -My Dear Moments-（教師）
- 2.5次元の誘惑（乃愛の母）
- 魔法使いになれなかった女の子の話（愛子）
- アオのハコ
- シャングリラ・フロンティア（SF-Zoo女性A、SF-Zoo 魔法使いA）
- デリコズ・ナーサリー（赤子、来賓客）
- トリリオンゲーム（パーティーの客）

2025年
- パズドラ（宇宙人）
- 忍たま乱太郎（くの一仲間）
- ねこに転生したおじさん（女性重役、海野）
- SAKAMOTO DAYS（係員）
- 中禅寺先生物怪講義録 先生が謎を解いてしまうから。（老婆）
- 完璧すぎて可愛げがないと婚約破棄された聖女は隣国に売られる（母親）
- 最強の王様、二度目の人生は何をする?（フェイリスの友達）
- ゴリラの神から加護された令嬢は王立騎士団で可愛がられる（セシル〈少年〉）
- 神椿市建設中。（主婦）
- 公女殿下の家庭教師（アンコさん、フレッド・ハークレイ）
- 帝乃三姉妹は案外、チョロい。（俳優）

### 劇場アニメ
2010年代
- えいがパンパカパンツ バナナン王国の秘宝（2014年、お婆ちゃん、アナウンサー）
- 曇天に笑う〈外伝〉（2017年 - 2018年、曇宙太郎〈幼少期〉、風魔、鱗の少女） - 3作品
- 映画 妖怪ウォッチ シャドウサイド 鬼王の復活（2017年、トグ）
- 映画 妖怪ウォッチ FOREVER FRIENDS（2018年、イツキの姉）
- 劇場版 王室教師ハイネ（2019年、女の子）
- Hello WeGo!（2019年、ユキ）

2020年代
- デジモンアドベンチャー LAST EVOLUTION 絆（2020年、アナウンサー）
- 映画 ねこねこ日本史 〜龍馬のはちゃめちゃタイムトラベルぜよ!〜（2020年、お龍）
- 海辺のエトランゼ（2020年、おばちゃん）
- 劇場版BEM〜BECOME HUMAN〜（2020年、マシュー・アイズバーグ）
- アイの歌声を聴かせて（2021年、CMナレーション）
- 劇場版 からかい上手の高木さん（2022年）
- 劇場版 SPY×FAMILY CODE: White（2023年、エミール・エルマン）

### OVA
- にじいろ☆プリズムガール（2012年、ナース） - 『ちゃお』2013年1月号付属DVD
- 魔法使いの嫁 星待つひと / 西の少年と青嵐の騎士（2016年 - 2021年、少女の母親、新倉大翔〈曾孫〉、ラジオ） - コミックス第6、8、16巻アニメーションDVD付き特装版
- 鬼灯の冷徹（2019年、妙子） - コミックス第29巻DVD付き限定版

### Webアニメ
2010年代
- カレバカ〜吾輩ノ彼ハ馬鹿でR〜（2015年 - 2016年、マコト、子どもB、おばさん、おばちゃん）
- アフリカのサラリーマン（2017年、ライオン女子高生）
- 40周年だよ!! コロコロオールスター小学校（2017年、パスカル先生）
- FASTENING DAYS 3（2017年、ハンス）
- めんトリ（2017年、妹、ナレーション）
- FASTENING DAYS 4（2019年、少女母親）

2020年代
- 爆丸アーマードアライアンス（2020年、ウィントン母、妹）
- ニンジャラ シノビの里（2020年、子供A）
- 爆丸ジオガンライジング（2021年、ジェニファー）
- ヴァンパイア・イン・ザ・ガーデン （2022年、ヴァンパイア、兵士）
- 爆丸レジェンズ（2023年、ジェニファー・スタイルズ）
- ガンダムビルドメタバース（2023年、リオの母）
- ライジングインパクト（2024年、ハーシィ・エポア） - 2シリーズ
- リコリス・リコイル Friends are thieves of time.（2025年、ファンC）

### ゲーム
2009年
- セキレイ 〜未来からのおくりもの〜
- サイキン恋シテル?

2010年
- 「超」怖い話DS 青の章

2012年
- Halo 4: Forward Unto Dawn（ディマ・チャコバ）※リミテッドエディションの実写吹き替え

2013年
- 明治東亰恋伽（フミ、百合、森鴎外の叔母、主人公の母、芸者、先輩姐さん）

2014年
- 青春姫 SCHOOL PRINCESS（和賀マリ、峯岸未園）
- ファントムオブキル（第4章OPムービー 語り部の老婆）

2016年
- 幻獣姫（シーサーペント、サキュバス）
- バンドやろうぜ!

2019年
- 妖怪ウォッチ ぷにぷに（お花さん）
- 妖怪ウォッチ4 ぼくらは同じ空を見上げている / 4++（USAピョン、瓜坊、トグ、コージ、駄菓子屋さん 他）

2020年
- 妖怪学園Y 〜ワイワイ学園生活〜（USAピョン）

2022年
- おじさまと猫 スーパーミラクルパズル（メス猫）
- コードギアス 反逆のルルーシュ ロストストーリーズ

2023年
- なつもん! 20世紀の夏休み（星野そらよ）

2024年
- メタファー：リファンタジオ

2025年
- モンスターハンターワイルズ
- 魔法使いの嫁 盛夏の幻と夢見る旅路（エアリエル）

### ドラマCD
- ドラマCD「アキハバラフォーリンラブ」（かずにゃん）

### デジタルコミック
- J:COM オン デマンド モーションコミック「虎と狼」（美似のおばあちゃん）
- アラフォー冒険者、伝説となる 〜SSランクの娘に強化されたらSSSランクになりました〜（2022年、アンリ[25]、ステラ[25]）

### ラジオドラマ
- マギカルト（水留ナキリ）（2019年 - 2020年、ラジオ関西）[26]
- マギカルト芸術祭編（水留ナキリ）（2021年、ラジオ関西）
- マギカルトseason3ライバル編（水留ナキリ）（2022年、ラジオ関西）

### パチスロ
- ロックマン アビリティ 史上最大の試練（2018年、チャンスマン）

### 吹き替え
- アドベンチャー・イン・アフリカ（英語版）（2010年、ボニー、スシ、ミーアキャット2）
- Halo4: フォワード・オントゥ・ドーン（2012年、ディマ・チャコバ）
- ラスト・ワールド（2014年、ベアトリス）
- ラブ・パンチ（2014年、ドーリーン、ロレーヌ、ヒックス夫人）
- ロボカーポリー2（2014年、リフティ）
- ボス・ベイビー（2018年）
- インビジブル・ユース ニュージェネレーション（2018年、ナターシャ）
- メタボリックデカ（2019年、ミーン）
- ザ・ラスト・マーセナリー（2021年[27]）
- mid90s ミッドナインティーズ（2021年、エスティ〈アレクサ・デミー〉[28]）
- ラスト・マン・ダウン（マリア）
- Call Star -ボクは本当にダメな星?-（2023年、わたげA）
- キャット 〜私のママは首相〜（2023年）

### ボイスオーバー
- TOKYO MX・千葉テレビ放送「台湾フォルモサ紀行2013〜麗しの島 台湾〜」

### テレビドラマ
- 真犯人フラグ第1話（2021年10月10日、日本テレビ）劇中アニメ『シベツ』シベツ - 声の出演
- 悪女（わる）働くのがカッコ悪いなんて誰が言った? 第5話（2022年5月11日、日本テレビ） - 声の出演

### テレビ番組
- きんだーてれび 金曜コーナー「きん☆モニ」（ねこ）（2018年10月5日 - 、テレビ東京系列）
- おはスタ（火曜日ナレーション/ナンダ・パンダ)（テレビ東京系列）

### 舞台
- 集団asif
  - 「一握の紲」
  - 「纏繞の夕月」 - ツネ 役

### イベント
- 「魔法の天使クリィミーマミプレミアムショップ 高田明美さんサイン会」※レポーター
- 「名探偵コナン 天空の難破船 トークショー」※レポーター
- 「テガミバチ REVERSE サイン会」※MC

### その他コンテンツ
- こどもちゃれんじ6年生アニメコンテンツ「田中んち中田んち」中川いさみ原作（田中）
- 声優と夜あそび（そびー）

## ディスコグラフィ

### キャラクターソング
| 発売日         | 商品名           | 歌                                                         | 楽曲                                   | 備考                                               |
| -------------- | ---------------- | ---------------------------------------------------------- | -------------------------------------- | -------------------------------------------------- |
| 2017年10月11日 | 100%パスカル先生 | パスカル先生（佐藤はな）                                   | 「100%パスカル先生」                   | テレビアニメ『100%パスカル先生』オープニングテーマ |
| 2017年10月11日 | 100%パスカル先生 | パスカル先生（佐藤はな）                                   | 「パスカル・ヨガヨ～ガ」               | テレビアニメ『100%パスカル先生』エンディングテーマ |
| 2017年10月11日 | 100%パスカル先生 | パスカル先生（佐藤はな） feat.ラジャ先生（ラジャ・サハニ） | 「パスカル ラップラップ ランランラン」 | テレビアニメ『100%パスカル先生』エンディングテーマ |

### シリーズ一覧
1. ↑  【デュエル・マスターズ（2002年版）】

『デュエル・マスターズ ビクトリーV3』（2013年）

【デュエル・マスターズ VS】

第1期（2014年 - 2015年）、第2期『VSR』（2015年 - 2016年）、第3期『VSRF』（2016年 - 2017年）

【デュエル・マスターズ キング】

第2期『キング！』（2021年）
2. ↑  第一作『おNEW!』（2015年）、第二作『WおNEW!』（2016年）、第三作『おNEWさん』（2017年）
3. ↑  第1期（2016年 - 2017年）、第2期『ぴったんこ!!ねこざかな』（2017年 - 2020年）
4. ↑  SEASON1（2017年 - 2018年）、SEASON2第1クール（2023年）、SEASON2第2クール（2023年）
5. ↑  第弐期（2017年）、第弐期その弐（2018年）
6. ↑  第二期（2018年）、第四期（2023年）
7. ↑  『竈門炭治郎 立志編』（2019年）、『遊郭編』（2021年）
8. ↑  SEASON 1（2019年）、SEASON 2（2023年）
9. ↑  『妖怪ウォッチ!』（2019年）、『妖怪ウォッチ♪』（2021年 - 2023年）
10. ↑  第1期（2020年）、第2期『おばけずかん!』（2022年）
11. ↑  第1クール（2020年）、第2クール（2021年）
12. ↑  『業』（2020年）、続編『卒』（2021年）
13. ↑  第1期（2021年）、第2期『-piece-』（2023年）
14. ↑  第1期（2021年）、第2期（2023年）
15. ↑  第一部（2021年）、第二部（2022年）
16. ↑  第1作（2021年）、第2作『勇気の宝箱』（2023年）
17. ↑  Season 1:第1クール（2022年）、Season 1:第2クール（2022年）、Season 2（2023年）
18. ↑  第1期（2022年 - 2023年）、第3期『ぷに3』（2025年）
19. ↑  第1期（2023年）、第2期（2024年）
20. ↑  第1クール（2023年）、第2クール（2024年）
21. ↑  第1期（2024年）、第2期（2024年）
22. ↑  シーズン1（2024年）、シーズン2（2024年）

### 初出話一覧
1. ↑  第3期 第7話初出
2. ↑  第1期 第5話初出
3. 1 2 3 4 5 6 7 8  第1話初出
4. 1 2  第2話初出
5. 1 2 3 4 5  第5話初出
6. 1 2 3 4  第13話初出
7. ↑  第32話初出
8. 1 2 3  第8話初出
9. 1 2 3 4  第12話初出
10. 1 2 3 4  第3話初出
11. 1 2 3 4 5  第6話初出
12. ↑  第4話初出
13. ↑  第22話初出
14. ↑  第10話初出
15. ↑  第28話初出
16. ↑  第36話初出
17. 1 2  第9話初出
18. ↑  第340話初出
19. ↑  32シリーズ 第75話初出
20. ↑  第18話初出
21. ↑  第19話初出
22. ↑  第11話初出
23. ↑  第0話初出